# The Specials
A The Specials (néha The Special AKA) angol 2 Tone ska együttes 1977-ben jött létre Coventry-ben, először The Automatics, majd The Coventry Automatics néven.
Az Egyesült Királyságban számos nagy sikerű slágerük volt és zenéjük több filmben is szerepelt.
(Sixteen Candles, SLC Punk, Blöff, A Room for Romeo Brass, Shaun of the Dead, Grosse Pointe Blank, An Extremely Goofy Movie és This Is England).

## Eredeti felállás
- Terry Hall - ének
- Lynval Golding - ének, gitár
- Neville Staple - ének, ütősök
- Jerry Dammers - billentyűsök
- Roddy Radiation - lead gitár
- Sir Horace Gentleman - basszusgitár
- John Bradbury - dob
- Rico Rodriguez - harsona
- Dick Cuthell - trombita

## Lemezek

### Nagylemezek
- The Specials (1979, 2 Tone, CDL TT 5001) - UK # 4
- More Specials (1980, 2 Tone, CHR TT 5003) - UK # 5
- In the Studio (1984, 2 Tone, CHR TT 6008) - UK # 34
- Today's Specials (1996)
- Guilty 'Til Proved Innocent! (1998)
- Skinhead Girl (2000)
- Conquering Ruler (2001)

### Koncertfelvételek
- CHR TT 5011 Live at The Moonlight Club (1997)
- Peel Sessions (1987)
- Live at the Palace (1994)
- Blue Plate Specials (1999)
- Ghost Town: Live at Montreux Jazz Festival 1995 (1999)

### Válogatások
- The Singles Collection (1991) - UK # 10
- Coventry Automatics Aka the Specials: Dawning of a New Era (1994)
- Too Much Too Young: The Gold Collection (1996)
- Concrete Jungle (1998)
- Best of The Specials (1999)
- Very Best of the Specials and Fun Boy Three  (2000)
- Ghost Town (2004)
- Stereo-Typical: A's, B's and Rarities (2005)
- Greatest Hits (2006)

### EP-k
- The Specials Live EP - 7" 45 rpm EP (1980, 2 Tone, CHS TT7) ("Too Much Too Young" & "Guns Of Navarone" b/w "Longshot Kick the Bucket", "Liquidator" & "Skinhead Moonstomp") UK #1

### Kislemezek
- "Gangsters" (The Special A.K.A.) b/w "The Selecter" (The Selecter) (1979, 2 Tone, TT1/TT2) UK #6
- "A Message To You Rudy" (1979, 2 Tone, CHS TT5) UK #10
- "Too Much Too Young" (1979, 2 Tone, CHS TT6) UK # 1
- "Rat Race" (1980, 2 Tone, CHS TT11) UK #5
- "Stereotype" (1980, 2 Tone, CHS TT13) UK #6
- "Do Nothing" (1980, 2 Tone, CHS TT16) UK #4
- "Ghost Town" (1981, 2 Tone, CHS TT17) UK #1
- "Hypocrite" (1996) - UK # 66
- "Pressure Drop" (1996)
- "The Boiler" (1982, 2 Tone, CHS TT18) UK #35 (Featuring Rhoda Dakar on vocals)

## Filmzenék

### Filmek
- Tizenhat szál gyertya - „Little Bitch”
- SLC Punk! - „Too Hot” és „Gangsters”"
- Blöff - „Ghost Town”
- Shaun of the Dead - „Ghost Town”
- An Extremely Goofy Movie - „Pressure Drop”
- A Room for Romeo Brass - „A Message to You, Rudy”
- Grosse Pointe Blank - „Pressure Drop”, „A Message to You, Rudy” and „You're Wondering Now”
- This Is England - „Do the Dog”
- Mystery Men - „Gangsters”
- 200 Cigarettes - „A Message to You, Rudy”

## Külső hivatkozások
- The Specials - official website
- The Specials profile - on unofficial 2 Tone site
- The Specials profile - at Quasimodobell
- Music videos by The Specials - at Vespa Classics